# Бамзе и градът на крадците
Бамзе и градът на крадците (на шведски: Bamse och Tjuvstaden) e шведски анимационен филм от 2014 г. на режисьора Кристиян Рилтениус. Сред озвучаващите актьори са Петер Хабер, Томас Болме, Морган Алинг и др.
Главният герой е мечето Бамзе, което става най-силно в света, когато хапне от вълшебния мед на Баба.

## В България
В България филмът е пуснат по кината на 6 март 2015 г. от „Про Филмс“.